# Мили, Гён
Гён Мили (англ. Gjon Mili; 28 ноября 1904, Корча, Османская империя — 14 февраля 1984, Стэмфорд, Коннектикут , США) — американский фотограф албанского происхождения, один из основоположников фотографии в её сегодняшнем виде. В середине XX века входил в ТОП-10 лучших фотографов мира.

## Биография
В детстве вместе с семьёй переехал в Румынию, где окончил школу, а затем, в 1923 году эмигрировал в США. Там стал студентом электротехнического факультета Массачусетского технологического университета, начал публиковать свои снимки, и уже в 1930 году их напечатали в журнале Life. Спустя семь лет произошло знаковое в жизни фотографа событие — знакомство с Гарольдом Юджином Эджертоном, изобретателем мгновенной съемки и стробоскопа.
Г. Мили был пионером в использовании стробоскопических инструментов для захвата последовательности действий на одной фотографии. По образованию инженер и фотограф-самоучка, он был одним из первых, кто использовал фотовспышку и стробоскопический свет для создания фотографий, представляющих не только научный интерес. Многие из его изображений раскрывали запутанность и поток движений, слишком быстрых или сложных, чтобы их можно было различить невооруженным глазом. Увлечение мгновенной фотографией и стробоскопом продолжалось почти десятилетие. После чего фотографу это наскучило. По его словам, он выжал из метода всё что мог, а повторятся, не было желания. В середине 1940-х годов Г. Мили стал ассистировать знаменитому фотографу Эдварду Уэстону. Однако, вскоре отделился, и в роли свободного фотохудожника проявил себя во многих интересных стилях: портретном жанре, фотожурналистике, спортивной фотографии. В его творчестве прослеживаются и эксперименты с техническими приемами, такими как, работа с выдержкой, экспозицией, техничная проработка сюжетов и т. д., что добавляет его фотографиям изысканности. Периодически работы Г. Мили появлялись на страницах различных журналов, в том числе, и уже известного «Life».
В 1944 году Г. Мили снял на Warner Bros. короткометражный фильм «Jammin 'the Blues» о жизни знаменитых музыкантов, который был номинирован на кинопремию «Оскар».
В течение более чем сорока лет «Life», а также другие издания опубликовали тысячи его фотографий, в том числе портреты Пабло Пикассо, Пабло Казальса, Жан-Поль Сартра, Эдит Пиаф, Пола Ньюмана, Джо Луиса, Адольфа Эйхмана и многих других.
Умер от пневмонии.